# Har Biranit
Har Biranit (hebreiska: הר בירנית) är ett berg i Israel.   Det ligger i distriktet Norra distriktet, i den norra delen av landet. Toppen på Har Biranit är 778 meter över havet.
Terrängen runt Har Biranit är huvudsakligen lite kuperad. Runt Har Biranit är det ganska tätbefolkat, med 139 invånare per kvadratkilometer. Närmaste större samhälle är Karmi'el, 16,1 km söder om Har Biranit. Trakten runt Har Biranit består till största delen av jordbruksmark.